# بيل جايلز
بيل جايلز (بالإنجليزية: Bill Giles)‏ هو مدير فني أمريكي، ولد في 10 مارس 1932 في شيكاغو في الولايات المتحدة، وتوفي في 28 مايو 1998.